# A Poszeidon kaland
Az A Poszeidon kaland (eredeti cím: Beyond the Poseidon Adventure) 1979-ben bemutatott amerikai kalandfilm Irwin Allen rendezésében. A A Poszeidon katasztrófa (1972) folytatása, amely Paul Gallico Beyond the Poseidon Adventure című regényéből készült. A főbb szerepekben Michael Caine, Sally Field, Telly Savalas, Karl Malden és Mark Harmon látható. 
Ez a film már nem ért el akkora sikert, mint az előző rész.

## Cselekmény
Az előző részben óriáshullám által felborított Poseidon óceánjárónak még vannak túlélői, akik a roncsban rekedtek. A felfordult roncshoz két hajó érkezik: egyben kincsvadászok, a másikban orvosok. A Poseidon ugyanis értékes rakományt is szállított, amiket a kincsvadászok maguknak akarnak. Mindkét csoport bejut a roncsba, de hamarosan egy robbanás miatt a kiút elzáródik, a hajóban pedig harc kezdődik a túlélésért.

## Szereplők
- Michael Caine – Mike Turner
- Sally Field – Celeste Whitman
- Telly Savalas – Stefan
- Karl Malden – Wilbur Hubbard
- Mark Harmon – Larry Simpson
- Peter Boyle – Frank
- Jack Warden – Harold Meredith

## Fogadtatás
A film anyagilag megbukott, és ez volt Irwin Allen egyetlen katasztrófafilmje, amit nem jelöltek semmilyen díjra. A kritikusok lesújtó véleményt fogalmaztak meg, a Rotten Tomatoeson 0%-os értékelést kapott 6 vélemény alapján. Az IMDb oldalán 4,6-os minősítést ért el.

## Fordítás
- Ez a szócikk részben vagy egészben  a   Beyond the Poseidon Adventure című angol Wikipédia-szócikk ezen változatának fordításán alapul.  Az eredeti cikk szerkesztőit annak laptörténete sorolja fel. Ez a jelzés csupán a megfogalmazás eredetét és a szerzői jogokat jelzi, nem szolgál a cikkben szereplő információk forrásmegjelöléseként.